# Luigi Piangerelli
Luigi Piangerelli (Porto Recanati, 19 ottobre 1973) è un dirigente sportivo ed ex calciatore italiano, di ruolo centrocampista, attuale responsabile dell'attività di base del Bologna. È stato uno dei migliori centrocampisti, e tra i più amati, nella storia dell'Unione Sportiva Lecce.

## Carriera
È il figlio di Antonio Piangerelli (1928-2014) e il fratello minore di Giacomo, entrambi ex-calciatori.

### Giocatore
Inizia a giocare nelle giovanili del Porto Recanati, per poi passare al Cesena, dove trascorre i primi sei anni di carriera (tutti in Serie B) dal 1991 (senza però mai entrare in campo) al 1997, collezionando in totale 144 presenze e 12 gol.
Nella stagione 1997-1998 passa al Lecce, con cui esordisce in Serie A a Torino il 31 agosto 1997 nella partita persa dalla squadra salentina contro la Juventus per 2-0. In quell'annata il club giallorosso retrocede in Serie B. L'anno successivo riuscirà a centrare nuovamente la promozione, rimanendo in massima divisione per tre stagioni consecutive. Dopo cinque stagioni e mezza con i giallorossi, di cui veste la fascia di capitano, con un bilancio di 118 presenze e 5 reti, si trasferisce alla Fiorentina, in Serie B, durante il calciomercato invernale del 2004.
La Fiorentina riesce a centrare la promozione e Piangerelli ritorna in Serie A.
Nel 2005 viene acquistato dal Brescia, con la quale ha partecipato al campionato di Serie B collezionando 39 presenze e andando a segno 3 volte.
Nel 2007 passa alla Triestina, dove ritrova l'ex tecnico del Brescia Rolando Maran. Il 29 gennaio 2009, dopo undici anni, ritorna al Cesena.

### Dirigente
Ritiratosi dall'attività agonistica, il 4 luglio 2011 viene nominato direttore sportivo del settore giovanile del Cesena.

## Statistiche

### Presenze e reti nei club
Statistiche aggiornate al 30 aprile 2012.
| Stagione          | Squadra           | Campionato        | Campionato | Campionato | Coppa nazionali | Coppa nazionali | Coppa nazionali | Coppe continentali | Coppe continentali | Coppe continentali | Altre coppe | Altre coppe | Altre coppe | Totale | Totale |
| Stagione          | Squadra           | Comp              | Pres       | Reti       | Comp            | Pres            | Reti            | Comp               | Pres               | Reti               | Comp        | Pres        | Reti        | Pres   | Reti   |
| ----------------- | ----------------- | ----------------- | ---------- | ---------- | --------------- | --------------- | --------------- | ------------------ | ------------------ | ------------------ | ----------- | ----------- | ----------- | ------ | ------ |
| 1991-1992         | Cesena            | B                 | 0          | 0          | CI              | 0               | 0               | -                  | -                  | -                  | -           | -           | -           | 0      | 0      |
| 1992-1993         | Cesena            | B                 | 20         | 0          | CI              | 0               | 0               | -                  | -                  | -                  | -           | -           | -           | 20     | 1      |
| 1993-1994         | Cesena            | B                 | 27+1       | 0          | CI              | 5               | 0               | -                  | -                  | -                  | -           | -           | -           | 33     | 0      |
| 1994-1995         | Cesena            | B                 | 34         | 2          | CI              | 1               | 0               | -                  | -                  | -                  | -           | -           | -           | 35     | 2      |
| 1995-1996         | Cesena            | B                 | 29         | 5          | CI              | 1               | 0               | -                  | -                  | -                  | -           | -           | -           | 30     | 5      |
| 1996-1997         | Cesena            | B                 | 34         | 1          | CI              | 2               | 0               | -                  | -                  | -                  | -           | -           | -           | 36     | 1      |
| 1997-1998         | Lecce             | A                 | 30         | 1          | CI              | 6               | 1               | -                  | -                  | -                  | -           | -           | -           | 36     | 2      |
| 1998-1999         | Lecce             | B                 | 28         | 2          | CI              | 3               | 0               | -                  | -                  | -                  | -           | -           | -           | 31     | 2      |
| 1999-2000         | Lecce             | A                 | 29         | 0          | CI              | 5               | 1               | -                  | -                  | -                  | -           | -           | -           | 34     | 1      |
| 2000-2001         | Lecce             | A                 | 29         | 1          | CI              | 4               | 0               | -                  | -                  | -                  | -           | -           | -           | 33     | 1      |
| 2001-2002         | Lecce             | A                 | 27         | 0          | CI              | 1               | 0               | -                  | -                  | -                  | -           | -           | -           | 28     | 0      |
| 2002-2003         | Lecce             | B                 | 35         | 1          | CI              | 3               | 0               | -                  | -                  | -                  | -           | -           | -           | 38     | 1      |
| 2003-gen. 2004    | Lecce             | A                 | 12         | 0          | CI              | 0               | 0               | -                  | -                  | -                  | -           | -           | -           | 12     | 0      |
| Totale Lecce      | Totale Lecce      | Totale Lecce      | 190        | 4          |                 | 22              | 2               |                    | -                  | -                  |             | -           | -           | 212    | 6      |
| gen.-giu. 2004    | Fiorentina        | B                 | 23+2       | 1          | CI-C            | -               | -               | -                  | -                  | -                  | -           | -           | -           | 25     | 1      |
| 2004-2005         | Fiorentina        | A                 | 15         | 0          | CI              | 6               | 0               | -                  | -                  | -                  | -           | -           | -           | 21     | 0      |
| Totale Fiorentina | Totale Fiorentina | Totale Fiorentina | 38+2       | 1          |                 | 6               | 0               |                    | -                  | -                  |             | -           | -           | 46     | 1      |
| 2005-2006         | Brescia           | B                 | 39         | 3          | CI              | 2               | 0               | -                  | -                  | -                  | -           | -           | -           | 41     | 3      |
| 2006-2007         | Brescia           | B                 | 33         | 0          | CI              | 4               | 0               | -                  | -                  | -                  | -           | -           | -           | 37     | 0      |
| Totale Brescia    | Totale Brescia    | Totale Brescia    | 72         | 3          |                 | 6               | 0               |                    | -                  | -                  |             | -           | -           | 78     | 3      |
| 2007-2008         | Triestina         | B                 | 33         | 0          | CI              | 3               | 0               | -                  | -                  | -                  | -           | -           | -           | 36     | 0      |
| 2008-gen. 2009    | Triestina         | B                 | 11         | 0          | CI              | 1               | 0               | -                  | -                  | -                  | -           | -           | -           | 12     | 0      |
| Totale Triestina  | Totale Triestina  | Totale Triestina  | 44         | 0          |                 | 4               | 0               |                    | -                  | -                  |             | -           | -           | 48     | 0      |
| gen.-giu. 2009    | Cesena            | 1D                | 7          | 0          | CI+CI-LP        | 0               | 0               | -                  | -                  | -                  | SL-1D       | 2           | 0           | 9      | 0      |
| 2009-2010         | Cesena            | B                 | 25         | 0          | CI              | 2               | 0               | -                  | -                  | -                  | -           | -           | -           | 27     | 0      |
| 2010-2011         | Cesena            | A                 | 5          | 0          | CI              | 1               | 0               | -                  | -                  | -                  | -           | -           | -           | 6      | 0      |
| Totale Cesena     | Totale Cesena     | Totale Cesena     | 181+1      | 8          |                 | 12              | 0               |                    | -                  | -                  |             | 2           | 0           | 196    | 8      |
| Totale carriera   | Totale carriera   | Totale carriera   | 522+3      | 16         |                 | 50              | 2               |                    | -                  | -                  |             | 2           | 0           | 577    | 18     |

## Palmarès

### Club

#### Competizioni nazionali
- Lega Pro Prima Divisione: 1

Cesena: 2008-2009